# 徐强 (1962年)
徐强（1962年1月—），男，汉族，浙江平湖人，中华人民共和国政治人物，曾任中国航天科技集团有限公司董事、总经理、党组副书记。